# دسته (گیاه‌شناسی)

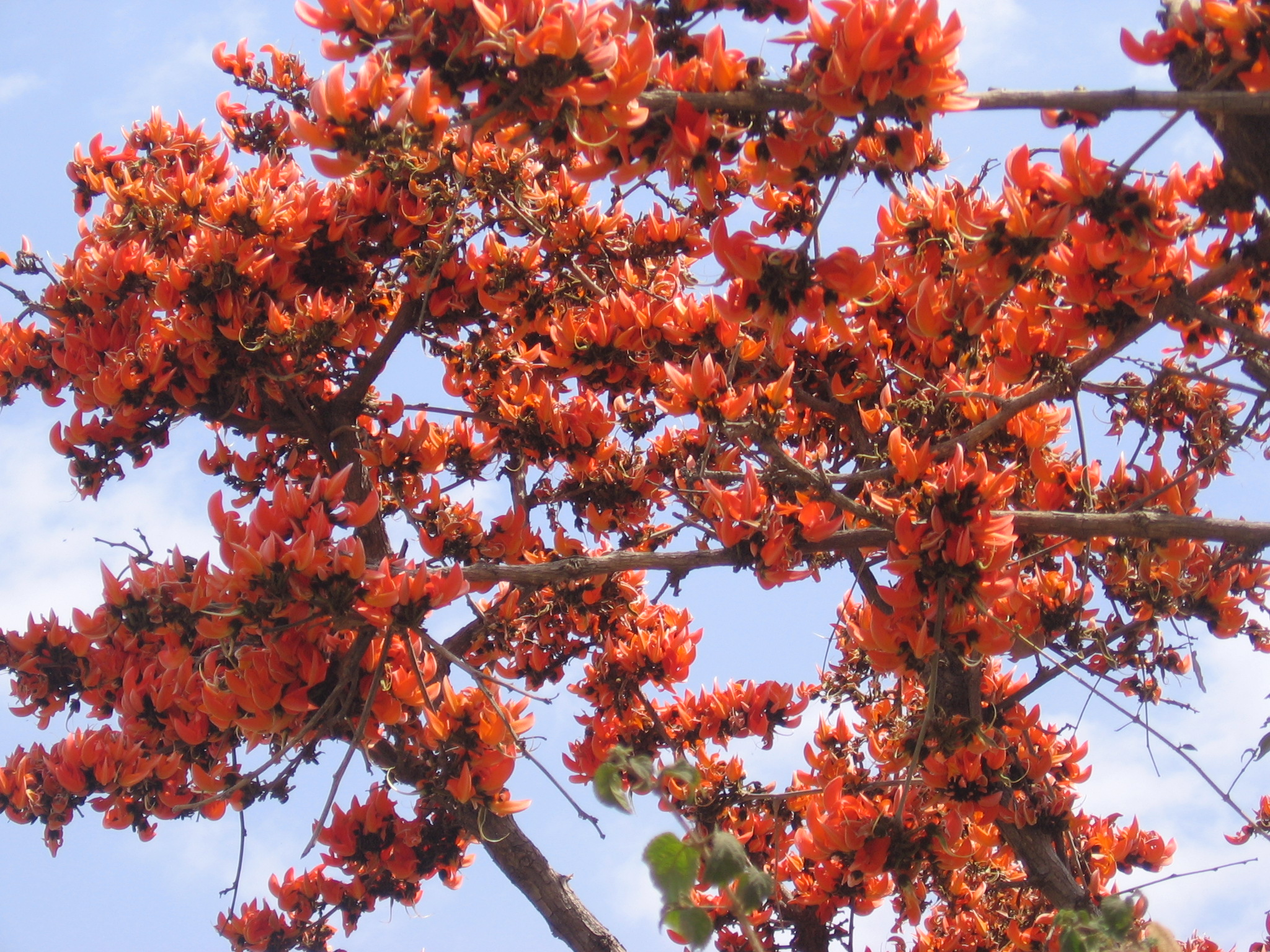
گل‌های دسته‌‌ای در درخت شعله‌ جنگل

دسته (به انگلیسی: Fascicle)، در گیاه‌شناسی، دسته‌ای از برگ یا گل است که در کنار هم رشد می‌کنند. به‌طور متناوب، این اصطلاح ممکن است به بافت‌های آوندی اشاره داشته باشد که چنین اندامی را با مواد مغذی تامین می‌کنند. با این حال، بافت‌های آوندی ممکن است در دسته‌‎ها ایجاد شوند، حتی زمانی که اندام‌هایی که آنها تامین می‌کنند دسته نشده باشند.

## ریشه‌شناسی دسته و اصطلاحات مرتبط
واژه دسته و اصطلاحات مشتق از آن مانند دسته‌بندی از کلمه لاتین فاسیکولوس (fasciculus) مخفف فاسیس (fascis) یک بسته است. بر این اساس، چنین کلماتی در بسیاری از اشکال و زمینه‌ها در هر کجا که برای اهداف توصیفی مناسب باشد، وجود دارند. یک دسته ممکن است برگ‌ها یا گل‌های یک شاخه کوتاه باشد که در آن گره‌های شاخه بدون میانگره‌های واضح شلوغ هستند، مانند گونه‌های کاج یا ریگوزوم (Rhigozum). با این حال، الیاف، اعصاب یا موهای بسته‌بندی شده مانند بافت‌ها یا دسته‌های گلوکید (Glochid) انجیرتیغی ممکن است ارتباط کمی با ریخت‌شناسی شاخه داشته باشند.

## در کاج‌ها

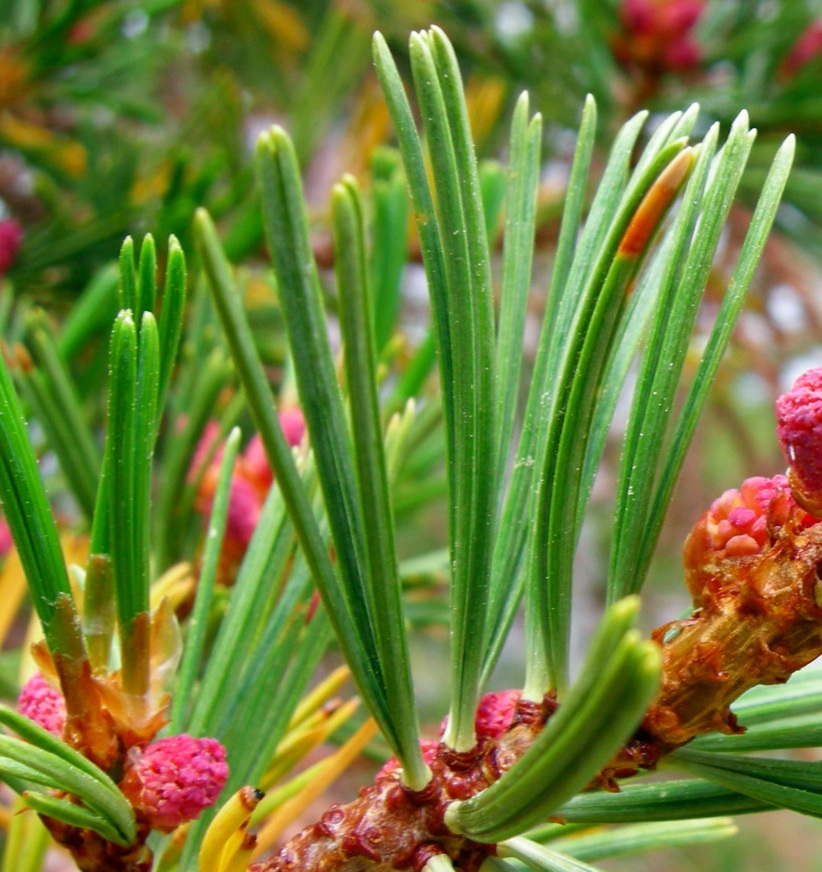
دسته‌های پنج سوزنی روی شاخه‌ای از کاج نرم‌سوزن

دسته‌های برگ در همه کاج‌ها وجود دارد و تعداد برگ‌های بالغ (سوزن) در هر دسته یک ویژگی مهم برای شناسایی گونه‌ها و جنس‌های کاج است. اکثر گونه‌ها دارای دسته‌های ۲ تا ۵ سوزنی هستند. فقط گونه‌ها گاه‌به‌گاه معمولاً به اندازه یک یا شش برگ دسته دارند.
تنوع بین گونه‌ها زیاد است، در آنها کم است. برای نمونه، کاج نرم‌سوزن، دارای دسته‌های ۵ سوزن است. این کاج عضوی از گروه کاج سفید (List of Pinus species)، زیرجنس کاج (Strobus)، بخشه (Strobus) است. در تمام اعضای گروه، دسته‌ها تقریباً همه دارای پنج سوزن هستند و غلاف در پایه دسته، برگریز است.
غلاف دسته مشخصه دیگری است که برای شناسایی مهم است. در میان کاج‌های آمریکای‌شمالی، غلاف مقاوم در همه کاج‌های به‌اصطلاح سخت و در غلاف برگ‌ریز  همه کاج‌های به اصطلاح نرم است. بنابراین، غلاف دسته و تعداد سوزن‌ها را می‌توان برای شناسایی کاج‌های چوبی با ارزش در تمام فصول سال و سال‌ها قبل از بلوغ کافی برای تولید مخروط‌ها استفاده کرد. این دو مشخصه به راحتی گروه‌های اصلی کاج‌ها را متمایز می‌کنند (به طبقه بندی کاج مراجعه کنید).
کاج دورانگو دارای ۶ سوزن و به‌ندرت ۷ سوزن است و تنها گونه در کاج است که در هر دسته سوزن‌های زیادی دارد. در سمت دیگر، کاج تک‌برگ (Pinus monophylla) دارای دسته‌های تک‌سوزن، به ندرت دو سوزن است. این تنها گونه کاج با فقط یک سوزن در هر دسته است و این ویژگی کمیاب به‌راحتی قابل‌مشاهده در لقب خاص یک‌برگ و در نام رایج تک‌برگ منعکس شده است. اگرچه ممکن است استفاده از اصطلاح "دسته" در مورد ساقه‌ای که دارای یک برگ است در نظر غیرگیاه‌شناسان غیرمنطقی باشد، اما توجیه آن این است که ساختار ساقه با سایر دسته‌های کاج مطابقت دارد و تعمیم این اصطلاح را برای استفاده از دسته‌های تک‌سوزنی نیز توجیه می‌کند.

## در گیاهان گل‌دار

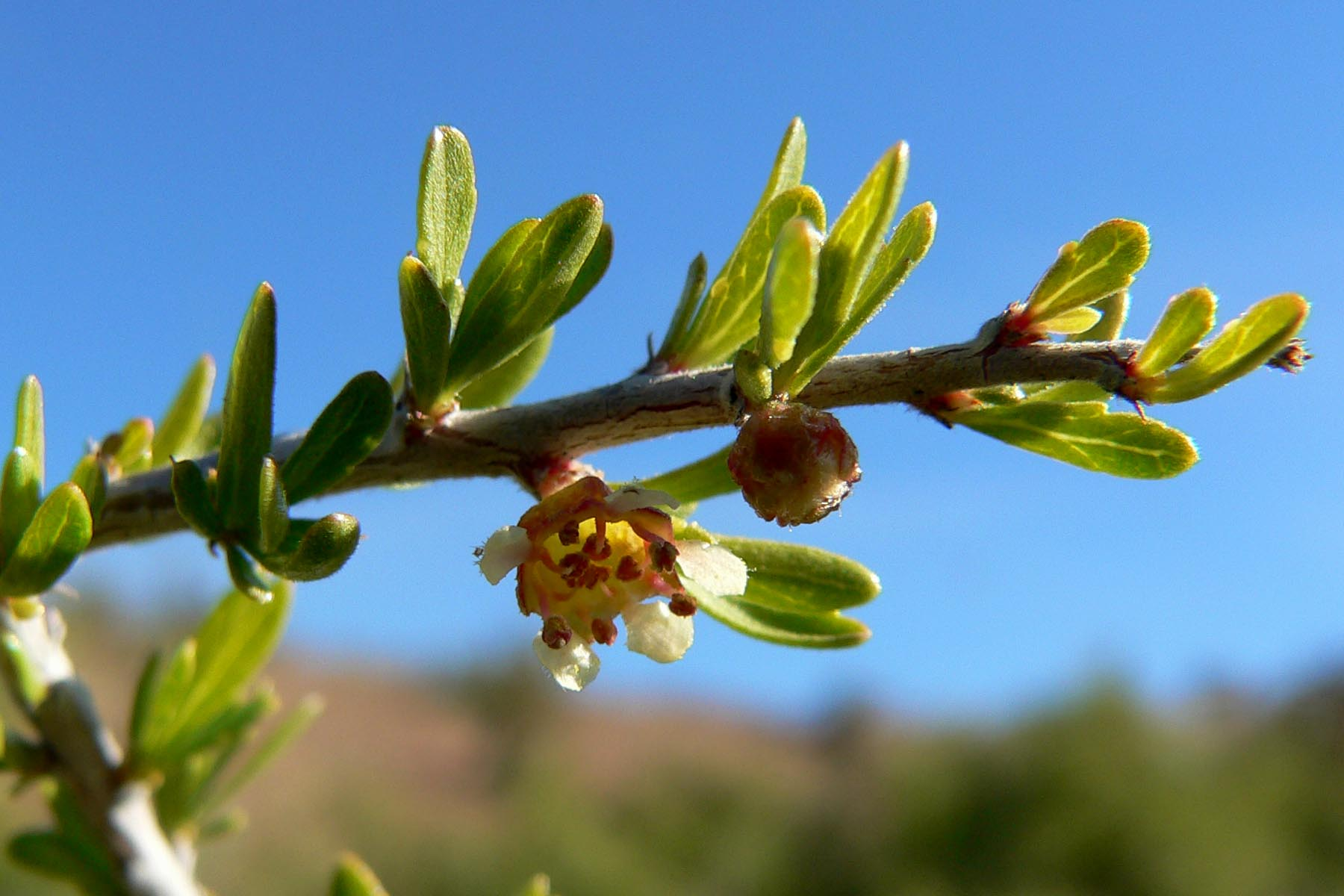
درخت پرونوس دسته‌ای

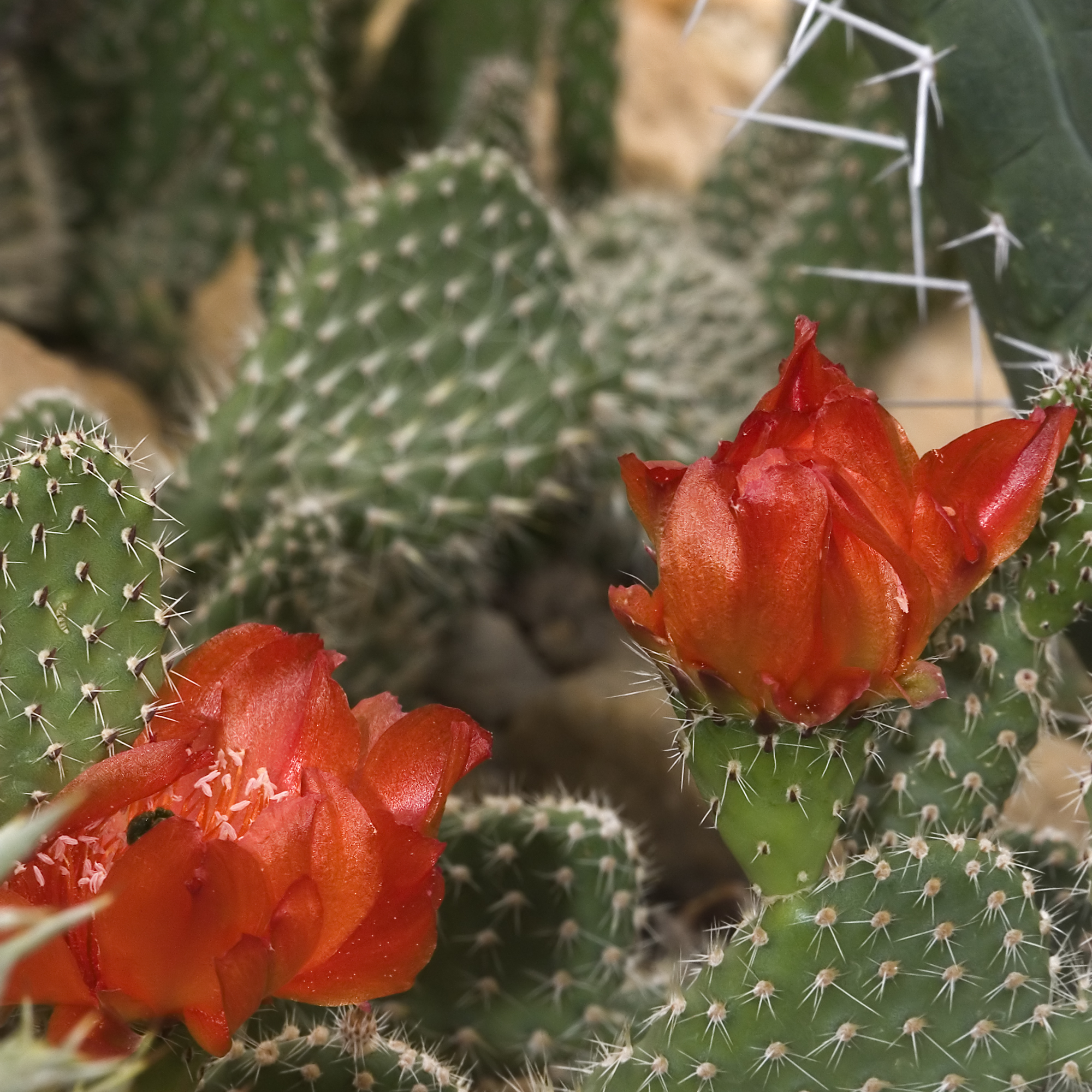
انجیرتیغی دارای خارها و گلوکیدهایی است که به‌حالت تدافعی دسته‌بندی شده‌اند.

دسته‌ها در برخی از گیاهان گل‌دار رخ‌ می‌دهند، البته نه به‌اندازه بسیاری از مخروطیان. در نتیجه، هنگامی که دسته‌ها وجود دارند، اغلب به آنها اشاره‌ می‌شود.
برای نمونه می‌توان به ادنوستوما دسته‌ای و پرونوس دسته‌ای (Prunus fasciculata) اشاره کرد. گونه‌های دارای گل در دسته‌ها عبارتند از آئکمئا دوگل (Aechmea biflora) و (Melicytus ramiflorus)، چندین گونه از پنیرک و کل جنس فلوگئا. برخی از گونه‌های خانواده (Alseuosmiaceae) دارای گل‌هایی به صورت دسته هستند.
در پیچ‌اناریان در جنس ریگوزوم گل‌ها به‌صورت دسته از شاخه‌های بالشت مانند و کوتوله در زیربغل برگ‌ها به‌وجود‌ می‌آیند و چندین گونه نیز بر روی شاخه‌های مشابه یا مشترک برگ‌ها را به‌صورت دسته می‌بینند.
هر دو دسته برگ و گل در میان گیاهان گل‌دار، اغلب به‌عنوان سازگاری‌هایی که گرده‌افشانی را تسهیل‌ می‌کنند، مانند بسیاری از نعنائیان، که برخی از اسطوخودوس‌ها معمولی هستند، رخ‌ می‌دهد.
سایر دسته‌های گیاهی سازگاری برای دستیابی به فشردگی بیشتر به‌دلایل دفاعی هستند. برای نمونه، در کاکتوس‌های انجیرتیغی، خارها در دسته‌هایی تولید‌ می‌شوند که دارای چند خار بلند و بسیاری از مویچه‌های خاردار کوتاه (یا گلوکید) هستند.

## در گیاهان پایین‌تر
گونه‌های خزه پوده‌زار شاخه‌هایی به صورت دسته دارند.